# Qolqātī
Qolqātī (persiska: قلقاتی) är en ort i Iran.   Den ligger i provinsen Zanjan, i den nordvästra delen av landet, 290 km väster om huvudstaden Teheran. Qolqātī ligger 1 814 meter över havet och antalet invånare är 549.
Terrängen runt Qolqātī är kuperad. Runt Qolqātī är det ganska glesbefolkat, med 34 invånare per kvadratkilometer. Närmaste större samhälle är Ḩalab, 19,5 km nordväst om Qolqātī. Trakten runt Qolqātī består i huvudsak av gräsmarker.